# Zamek w Klewaniu
Zamek w Klewaniu – główna rezydencja Czartoryskich herbu Pogoń Litewska zbudowana w 1475 w roku w Klewaniu przez ks. Michała Czartoryskiego, starostę bracławskiego. Budowę dokończył jego syn Fiodor Michałowicz Czartoryski.

## Historia

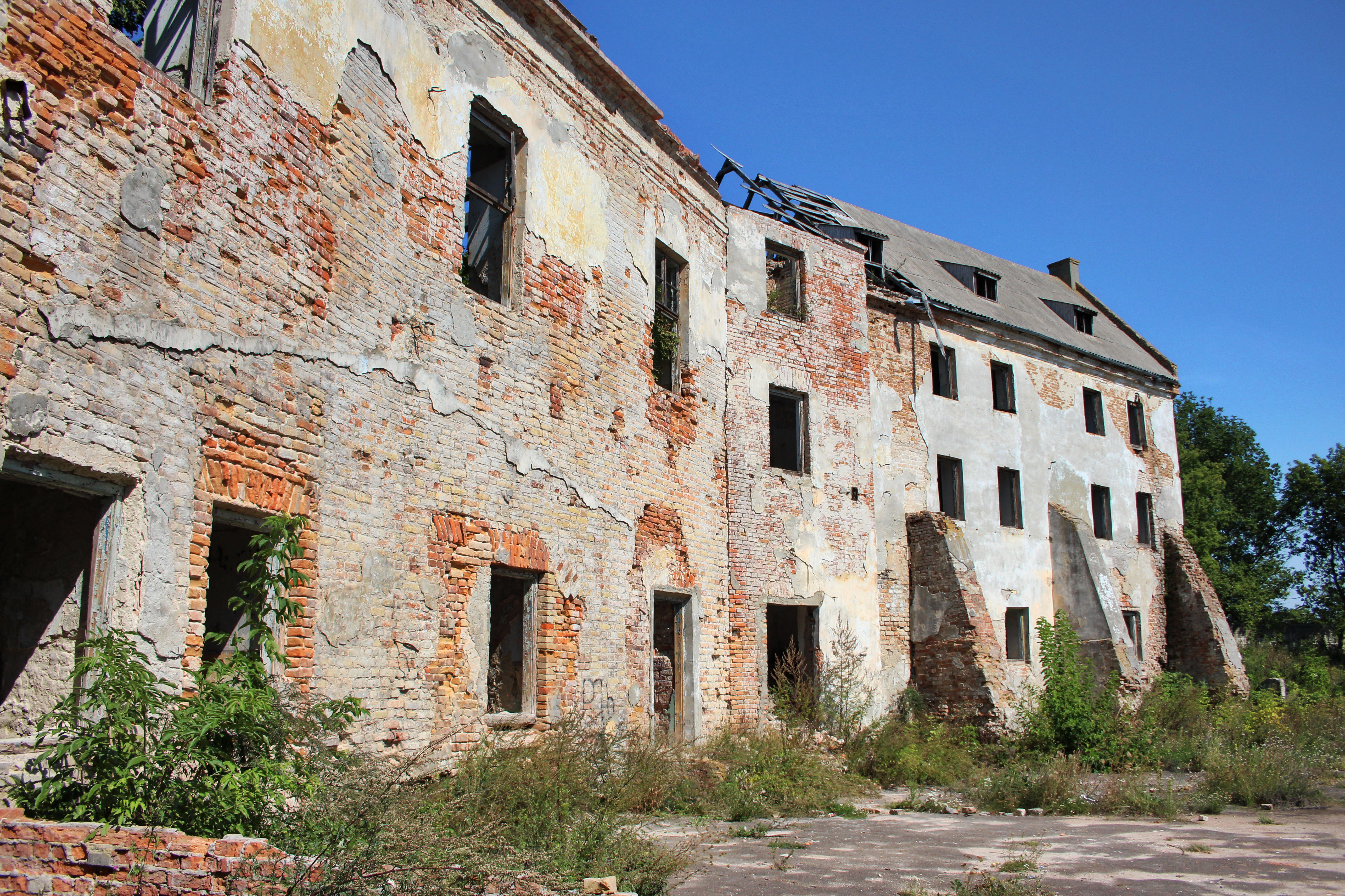
Stan obecny

Zamek w Klewaniu od końca XV wieku stał się główną rezydencją polskich książąt Czartoryskich. W 1653 roku podczas jednego z licznych w tym okresie najazdów tatarskich zamek zdołał się obronić chociaż uległ silnemu zniszczeniu. Część zamku przebudowano w 1817 r., gdy właścicielem był ks. Konstanty Czartoryski. Ścianę wschodnią złamano i dodano dwie oficyny. Umieszczono w nim polskie gimnazjum – szkołę powiatową. Było ono wyposażone przez księcia w liczną bibliotekę, pracownie fizyczną i mineralogiczną, ogród botaniczny; zapewniono także bezpłatnie mieszkania dla nauczycieli oraz lekarza, lekarstwa z apteki i stypendium dla biednych dziewcząt i uczniów. Gimnazjum zostało zamknięte w 1831 roku przez Rosjan, którzy przenieśli je – wraz z bogatymi zbiorami – już jako gimnazjum rosyjskie do Równego. Czartoryscy w 1860 r. sprzedali swoje dobra carowi Aleksandrowi II, a w dawnym ich pałacu mieścił się zarząd wołyńskich apanaży. Później, do I wojny światowej greckokatolickie seminarium duchowne. W czasie I wojny światowej podczas walk austriacko-rosyjskich w 1915 r. budynek został zrujnowany: pozbawiony okien i dachu. W II Rzeczypospolitej w odrestaurowanym wówczas zamku mieściła się szkoła. W latach 30. funkcjonował zakład poprawczy. Z pierwotnej warowni zachowała się wówczas wieloboczna baszta. W 1992 roku opuszczony zamek strawił pożar.

## Położenie, architektura
Zamek stał na wysokim urwisku nad rzeką Stubłą. Szczególnie malowniczo przedstawiał się przy wjeździe do miasta od zachodu, szosą od strony Łucka i Ołyki. Otaczały go niegdyś mury obronne z narożnymi wieżami oraz fosami z wodą, przez które wiódł zwodzony most.

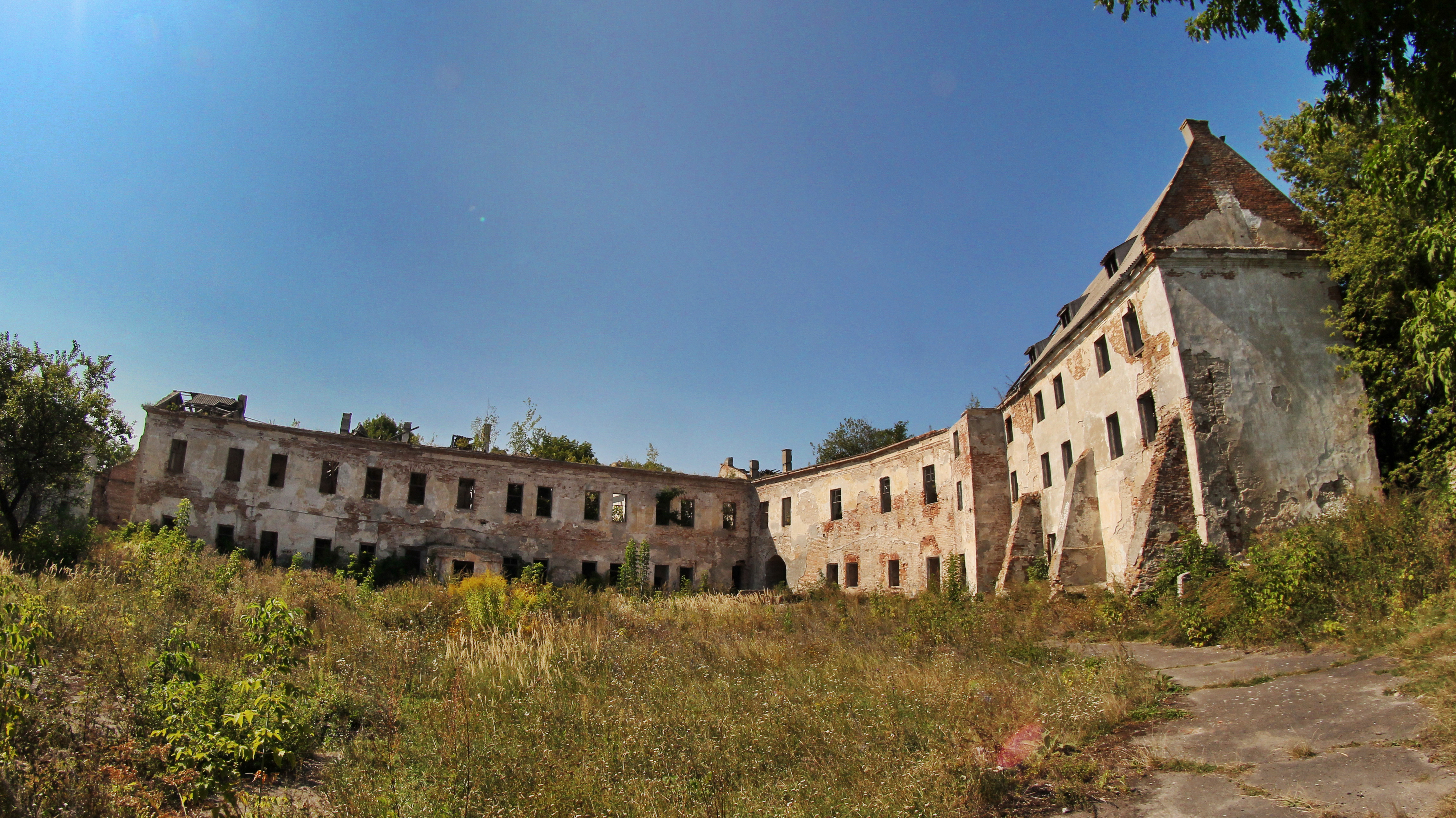
Widok
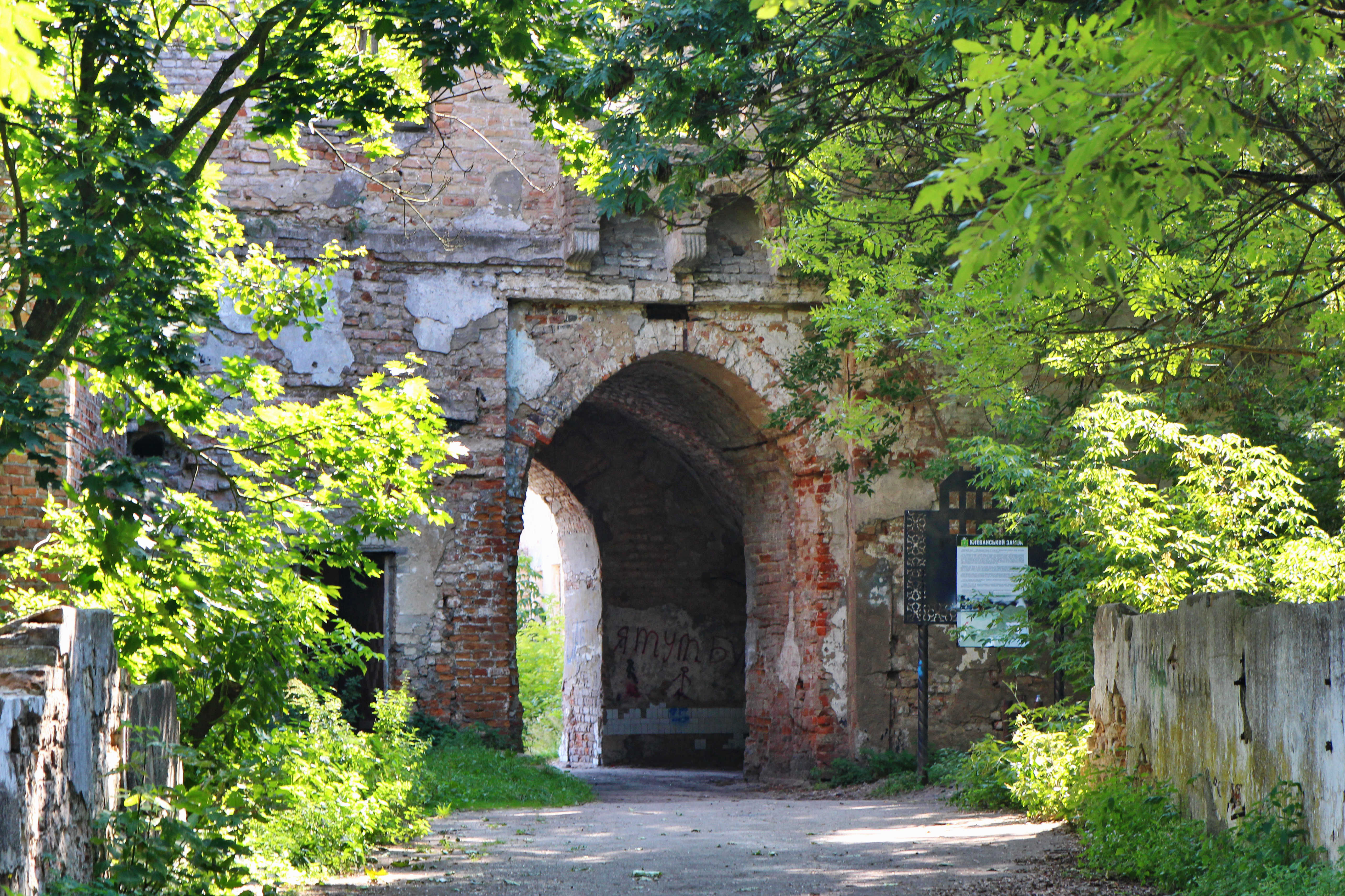
Brama wjazdowa
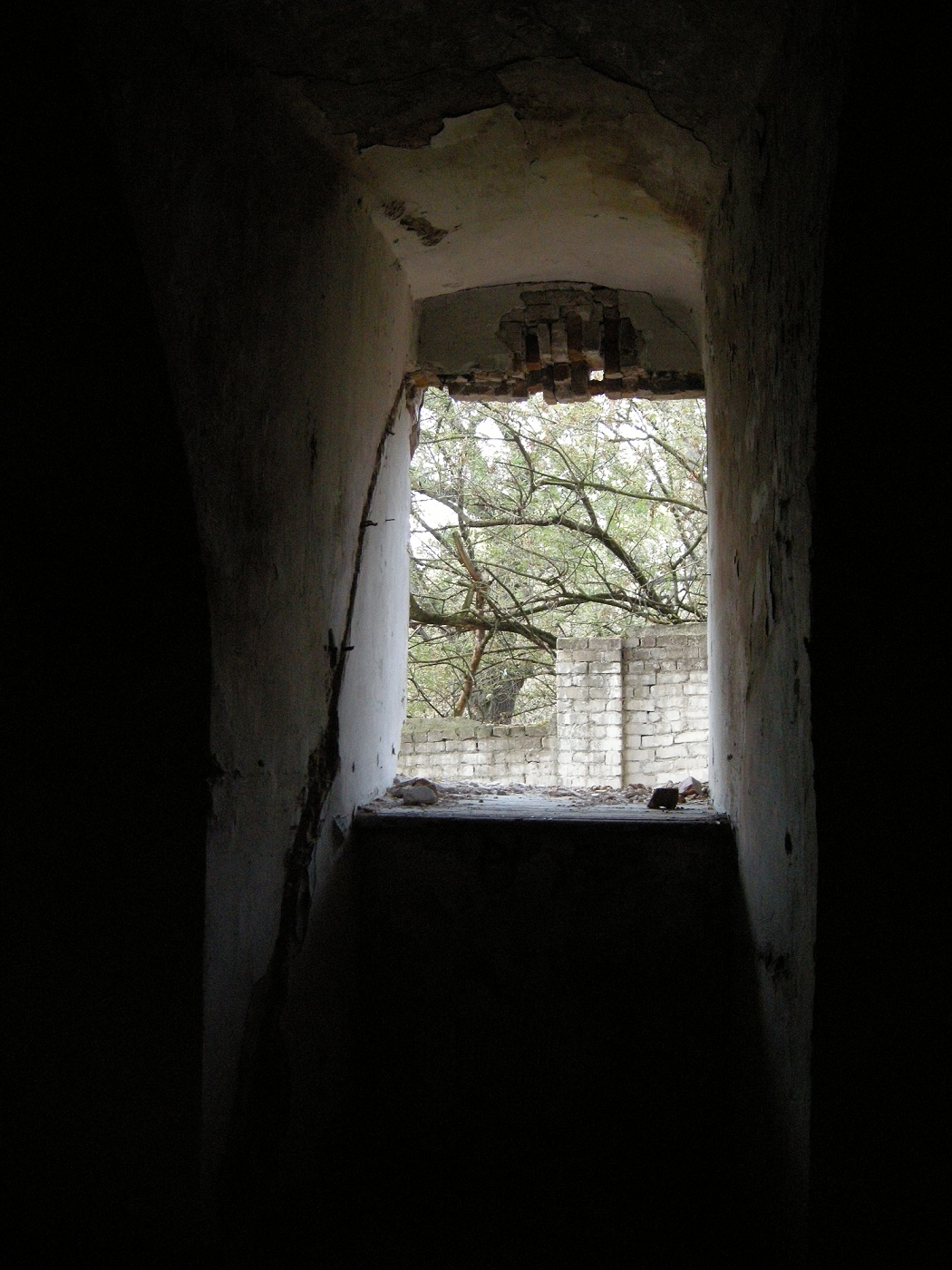
Okno
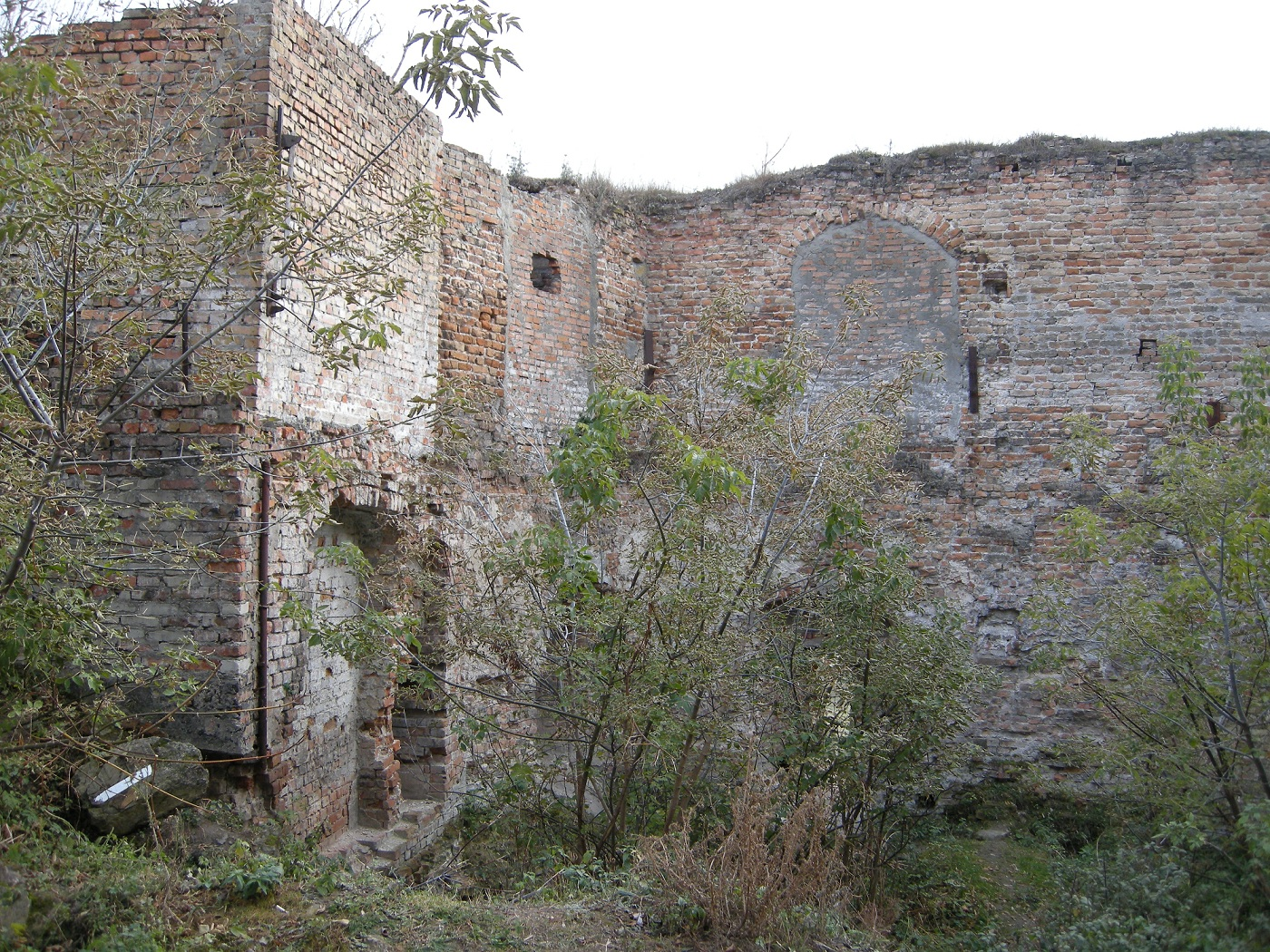
Wnętrze zachodniej wieży
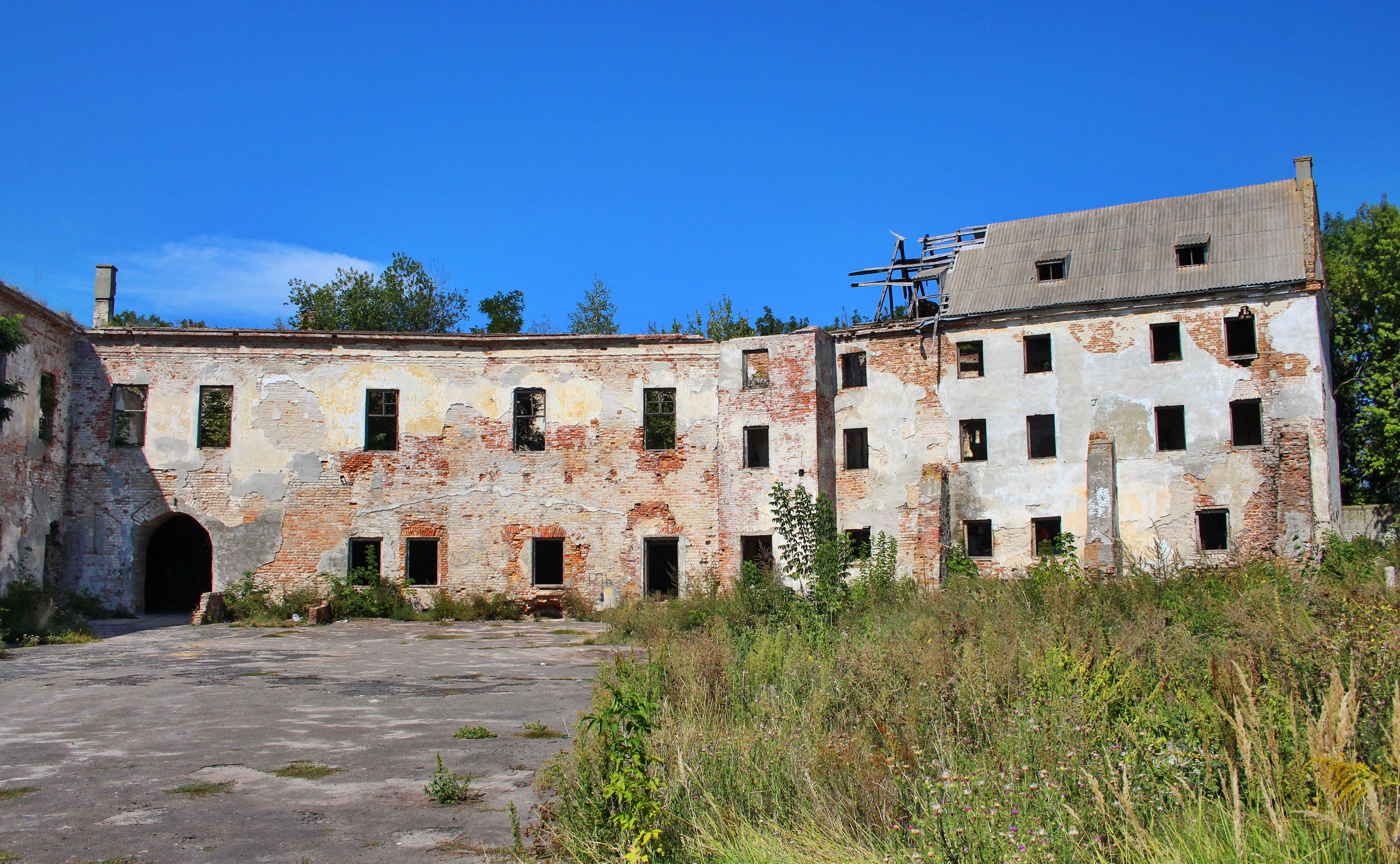
Zachodnie skrzydło
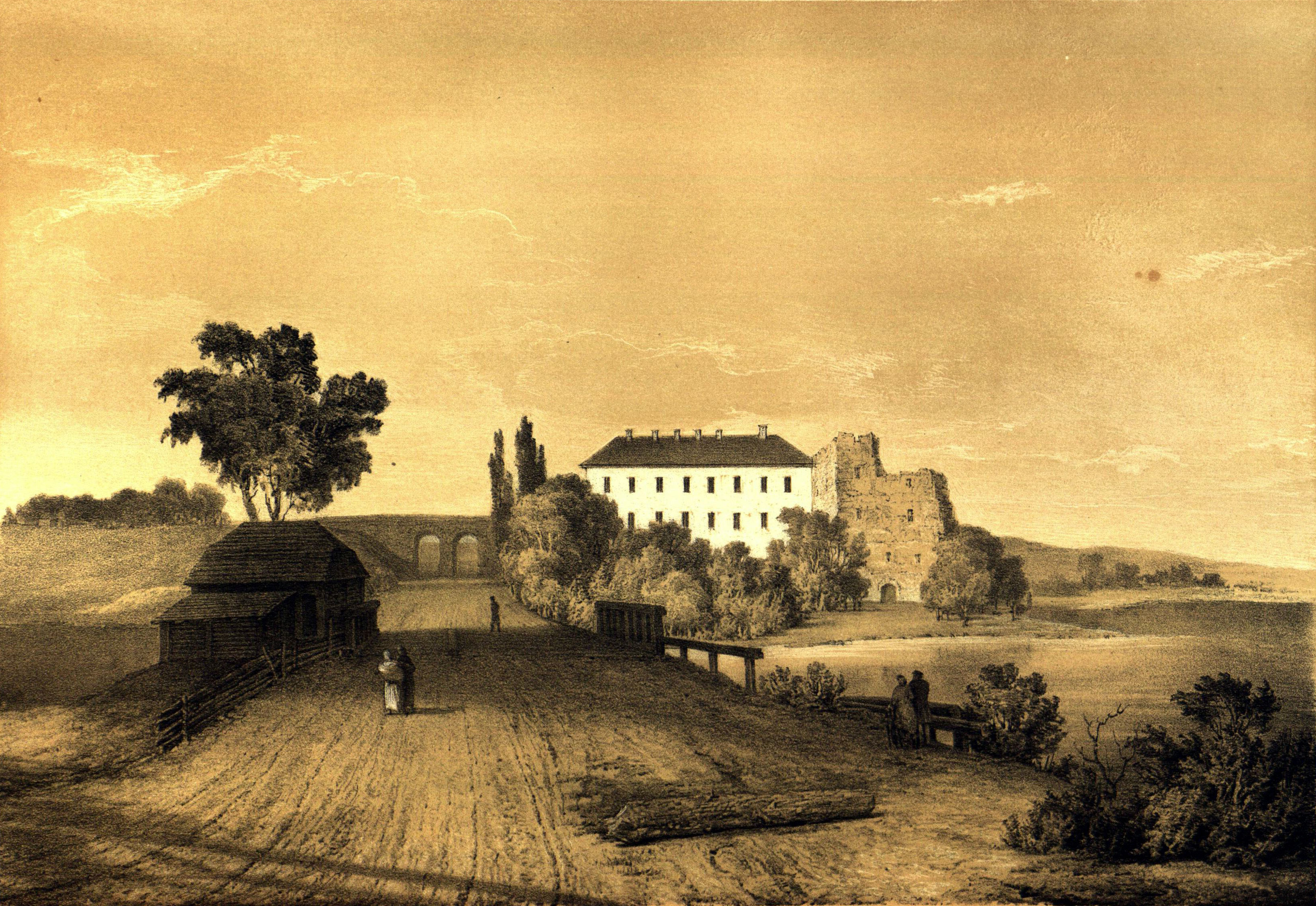
Zamek, rys. Napoleon Orda
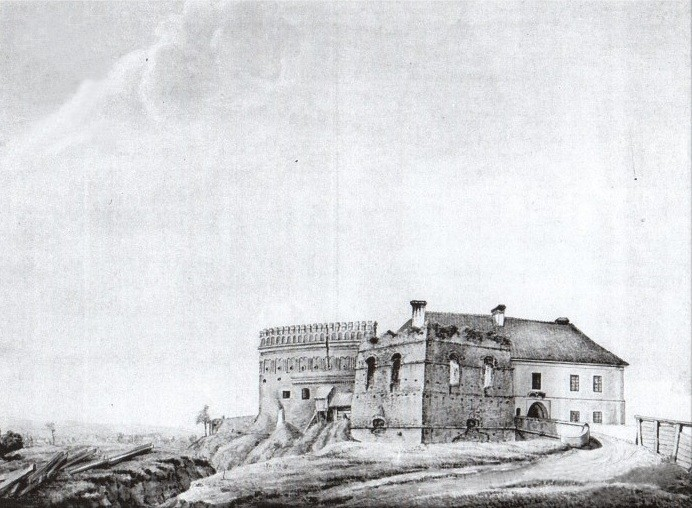